# Чернігівське Полісся

Чернігівське Полісся як фізико-географічна область Українського Полісся.

Чернігівське Полісся — фізико-географічна область, частина Українського Полісся,  природна область Поліської (мішанолісової) фізико-географічної провінції. Розташоване на сході Поліської низовини, займає північно-західну частину Чернігівської і північний схід Київської областей України.
У геоструктурному відношенні пов'язана з Дніпровсько-Донецькою западиною. Для області характерні відносно рівнинна поверхня з окремими еродованими підвищеннями — лесовими «островами» (Михайло-Коцюбинський, Ріпкинський, Седнів-Тупичівський, Менський); загальний похил з північного сходу на південний захід, густа річкова сітка, значна заболоченість, поширення дольодовикових (пісок, глини), а також льодовикових (морена), воднольодовикових та алювіальних відкладів, переважання дерново-підзолистих і сірих лісових грунтів, чорноземів опідзолених і темно-сірих опідзолених грунтів, хвойно-широколистяних лісів (лісистість бл. 25 %).